# Mercurius (hjulångare)

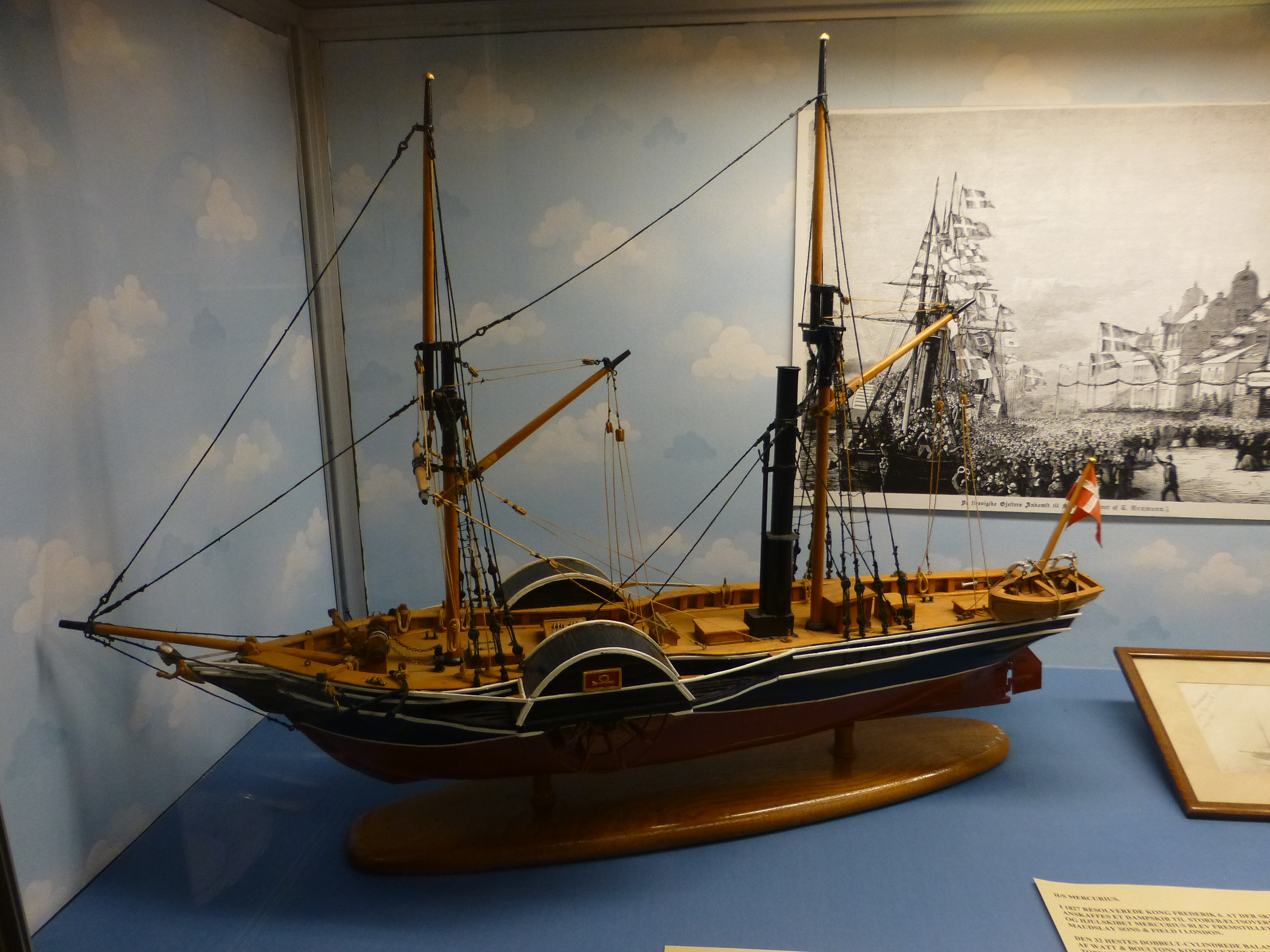
Modell av Mercurius på Overfartsmuseet i Korsør.

Mercurius var en dansk hjulångare, som byggdes i Storbritannien 1828. Fartyget beställdes av Generalpostdirektoratet i Köpenhamn och sattes in på  rutten mellan Korsør och Nyborg. År 1856 såldes fartyget till Joseph Owen & Sønner i Köpenhamn och 1864 vidare till Oscar Petersen och omdöptes till Robert. 
Ångaren Caledonia hade kommit till Danmark 1819. Postväsendet bekämpade därefter användning av ångfartyg, eftersom det fanns en rädsla för att passagerare och besättning på de nya och snabbare rutterna själva skulle ta med post och därmed underminera postväsendets monopol och intäkter. År 1827 bytte Generalpostdirektoratet uppfattning och gav officiellt tillstånd för allmänheten att skicka post med ångfartyget Prindsesse Wilhelmine till Lübeck och senare med Dania till Jylland. Regeringen hade tillsatt en kommission för att undersöka om ångfartyg kunde klara vinterstormar på Stora Bält. I maj 1827 lämnade kommissionen sin rapport, i vilken angavs att endast orkanartad storm kunde orsaka svår skada på fartygen. Posten beställde därefter en egen postångare i Storbritannien för rutten över Stora Bält.
Fartyget beställdes från George Grahams varv i Harwich, ett val som kan ha påverkats av att Graham 1826 hade levererat de två hjulångarna Watersprite och Wizard, till Royal Mail. Två tvåcylindriga ångmaskiner på 200 indikerade hästkrafter levererades av Maudslay, Sons and Field. Mercurius levererades från varvet den 2 maj 1828 och det ankom till Köpenhamn den 18 maj.
Trafik över Stora Bält påbörjades 11 juni 1828. Den beräknade överfartstiden var en timme och 50 minuter. År 1844 sattes ångfartyget Kronprins Frederik Carl Christian in på rutten, varefter Mercurius användes för tillfälliga uppdrag, som att vara avlösare på rutten Aarhus–Kalundborg 1848–1850.
Mercurius såldes 1856 till Joseph Owen & Sønner i Köpenhamn, där det användes som bogserbåt och som muddringsfartyg. År 1864 köptes fartyget av Oscar Petersens i Kastrup bogser- och bärgningsfartygsrederi och döptes om till Robert. Hon höggs upp senast 1867.